# Пажон, Клод
Клод Пажо́н (фр. Claude Pajon; 17 февраля 1626, Роморантен-Лантене — 27 сентября 1685, Карр) — французский реформатский (кальвинистский) богослов и преподаватель. Его учение (пажонизм), стремившееся смягчить учение Кальвина о предопределении, было осуждено роттердамским синодом 1686 года.
Богословское образование получил в академии Сомюра, по завершении написав сразу две диссертационных работы. С 1650 года был пастором в Маршенуаре (фр. Marchenoir ), в 1655 году стал проповедником при синоде в Анжу, однако его взгляды на предопределение и благодать привели к конфликту с местными ортодоксальными кальвинистами, добившимися его изгнания. В 1666 году, однако, получил назначение профессором богословия в Сомюре, однако и там неоднократно обвинялся в отступлении от правоверного кальвинизма. Уже в 1667 году синод Анжу рассматривал дело о лишении его сана; по итогам разбирательства было признано, что лекции Пажона не несут угрозы истинности веры, однако он, устав от конфликтов, при первой возможности отказался от профессуры и в 1668 году стал проповедником в Орлеане, где жил в относительном покое.
Пользовалось известностью его, направленное против Николя, полемическое сочинение «Examen du livre, qui porte pour title: Préjuges légitimes contre les Calvinistes» (à la Haye, 1683). Другие его труды остались ненапечатанными.

## Пажонизм
В своём учении Пажон старался смягчить суровое учение Кальвина о предопределении. По принятому в Дордрехте исповеданию (1561), Св. Дух непосредственно и неукоснительно воздействует на дух избранных. Пажон усмотрел в этом унижение человеческого достоинства и поставил посредствующим звеном между благодатью и человеческой волей разумное познание душой основных истин и мотивов, предписанных ей Св. Духом. Испорченность человеческой природы объяснялась, с его точки зрения, скорее неправильностью его познания, чем испорченностью воли; последнее есть результат первого. Таким образом, воздействие Св. Духа на человека есть интеллектуальное.
Пажонизм не был принят реформатскими богословами, собравшимися в 1686 году на Роттердамском синоде; до этого его доктрина была официально осуждена на съезде богословов в Париже в 1677 году.